# Soodla (rivière)
La rivière Soodla (en estonien : Soodla jõgi) est une rivière qui s'écoule dans les comtés de Järva, d'Harju et de Viru-Ouest en Estonie.

## Présentation
La rivière commence dans le marais de Karkus, du côté sud-est du village d'Ambla et se jette dans la rivière Jägala.
La rivière Soodla mesure 72,6 kilomètres de long et est le plus grand affluent de la rivière Jägala avec un bassin versant de 221,5 km2.
Le lac artificiel de Soodla mesurant 7,5 kilomètres de long est traversé par la rivière.
À son extrémité orientale, il y a un barrage d'un demi-kilomètre de long. En contrebas du barrage se trouve un autre lac artificiel, le Raudoja veehoidla, qui est traversé par la route nationale 13.
Le canal Raudoja-Aavoja part du bassin versant sud et se jette dans le réservoir d'Aruoja.
Le ruisseau Raudoja, qui s'étend sur 10 kilomètres de long et dont le bassin versant est de 23 km2 se jette dans le lac artificiel.

## Gestion de l'eau
La Soodla jõgi fait partie du système d'approvisionnement en eau de Tallinn.
Son eau est transférée par des canaux à l'ouest au-dessus de Jägala jõgi et de là par la  Pirita jõgi jusqu'au lac Ülemistejärvi.

## Nature
La rivière est une zone de reproduction naturelle pour le saumon, la truite, la Salmo trutta et l'ombre depuis le confluent du Jägalajoki jusqu'au réservoir de Soodla.
La rivière est plate et peut être pagayée dans les marais de Kõrvemaa. à certains endroits, les arbres tombés dans l'eau gênent la progression, mais sinon le voyage peut se faire sans obstacles,,,.

## Galerie

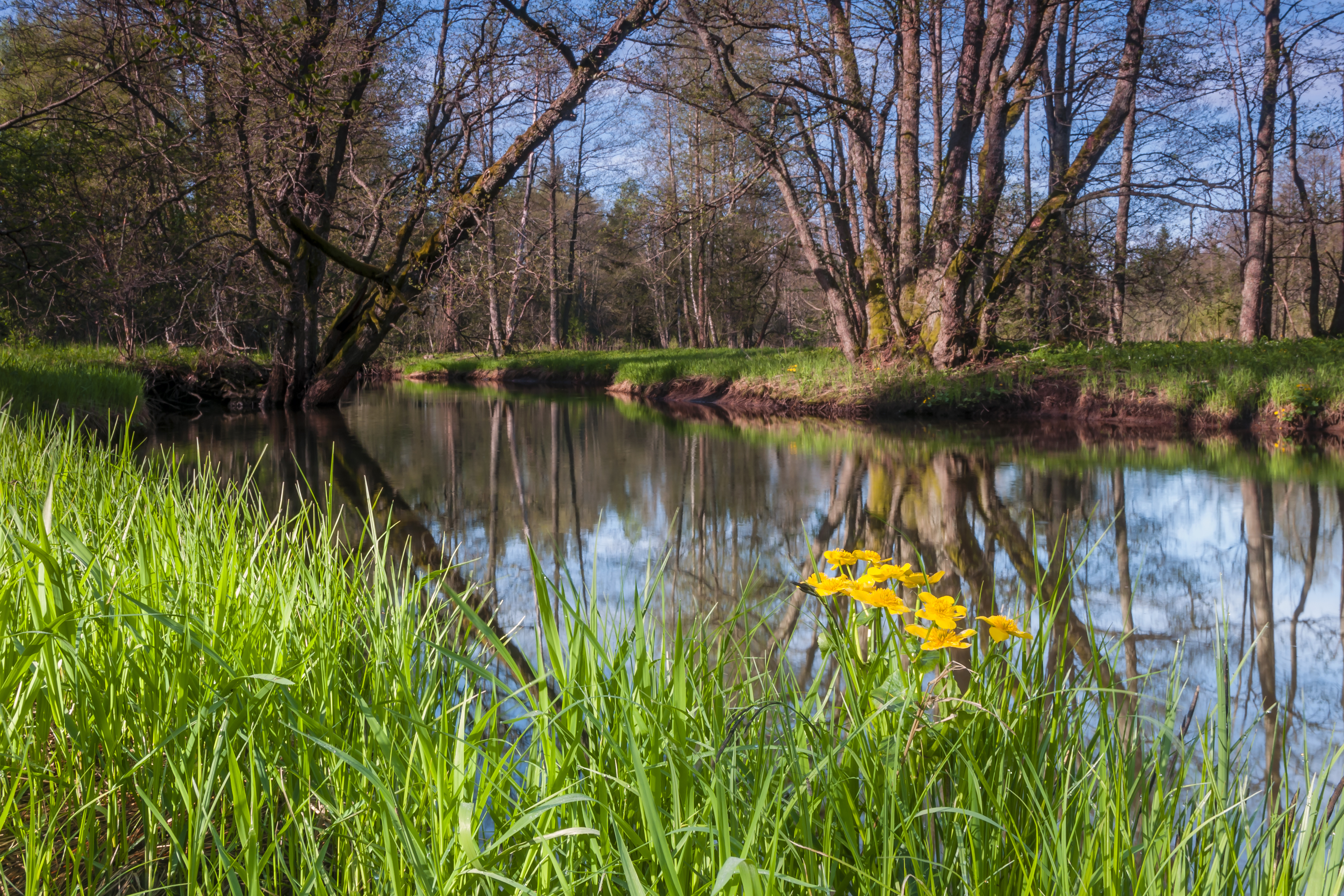
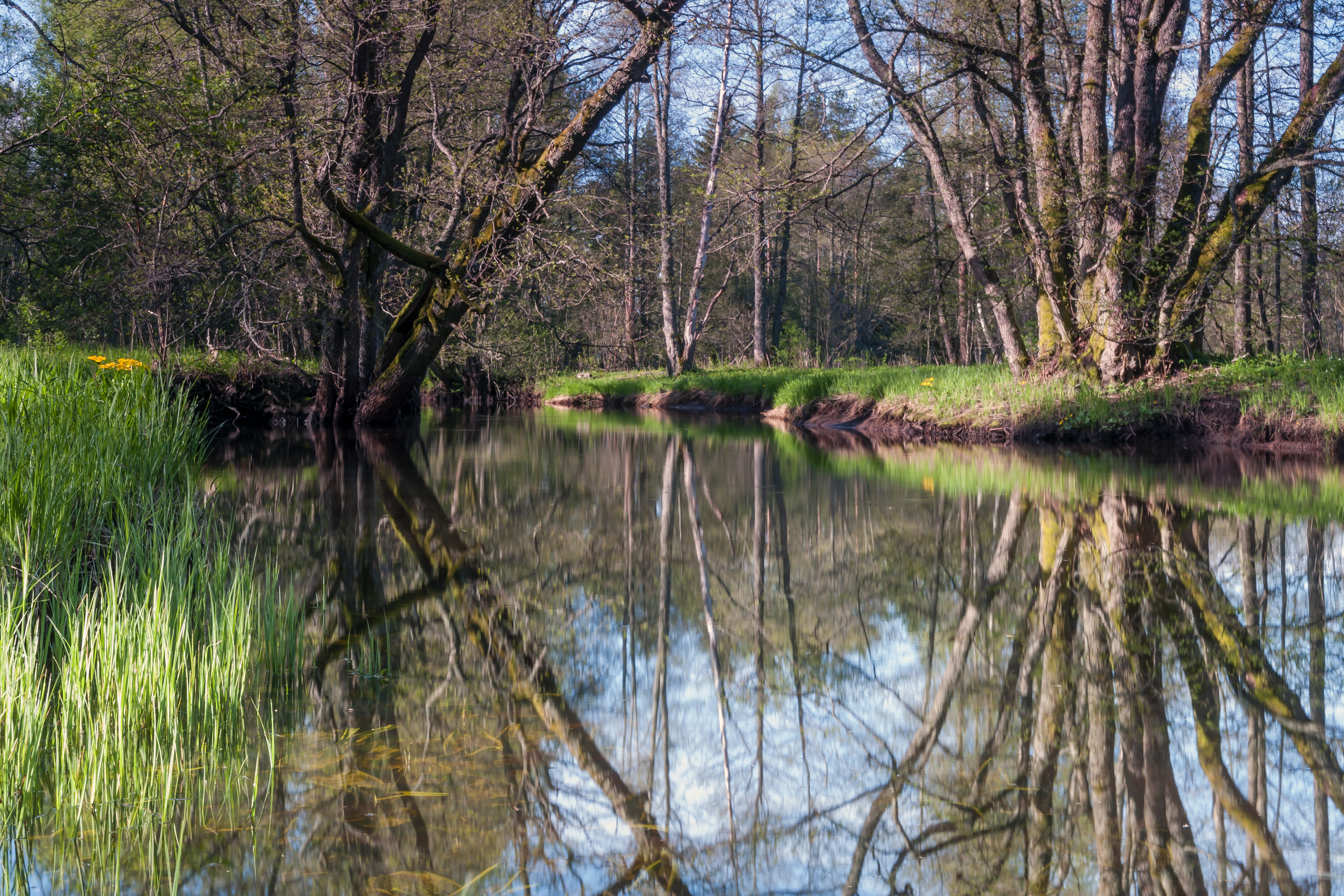
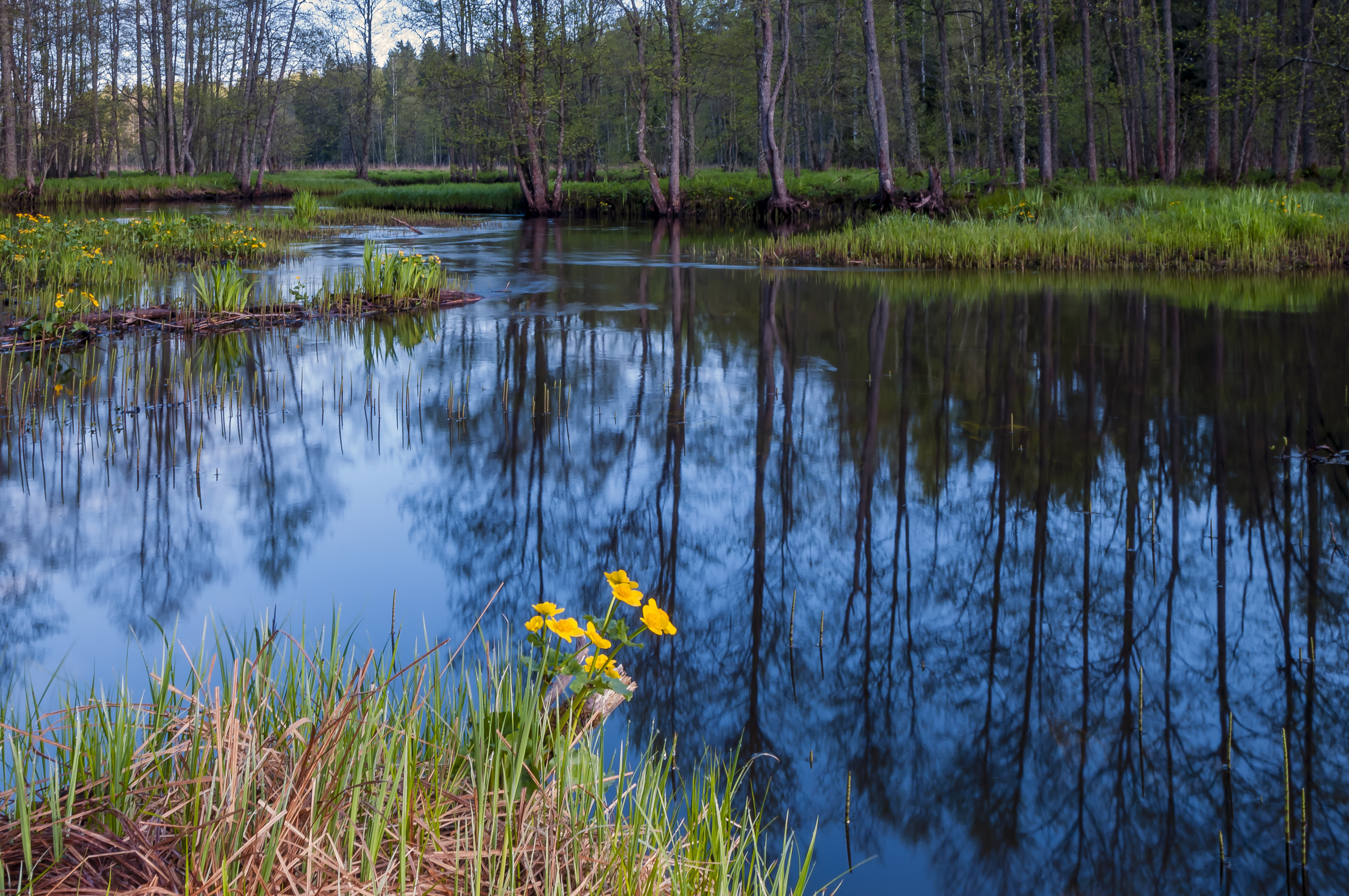

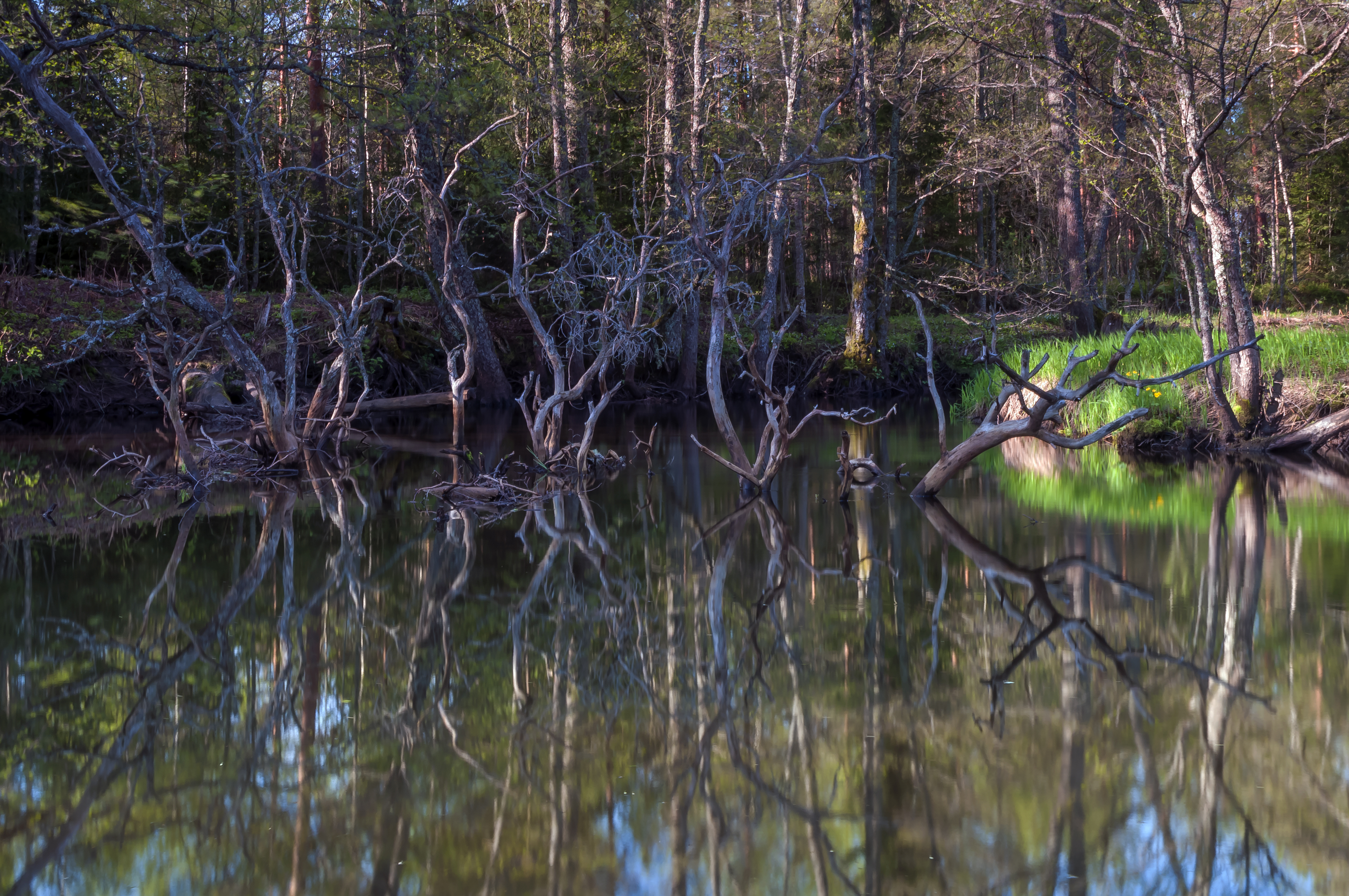
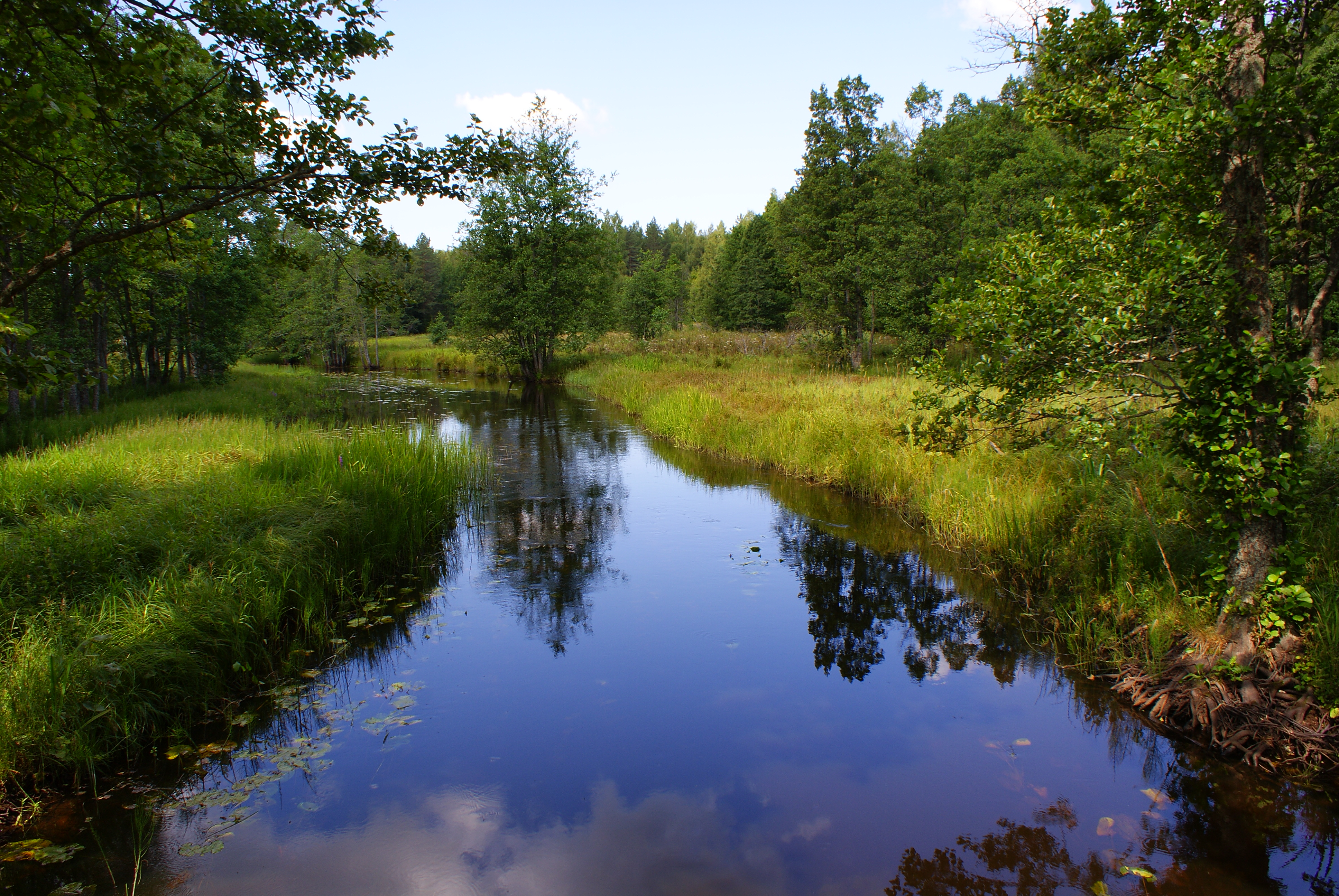
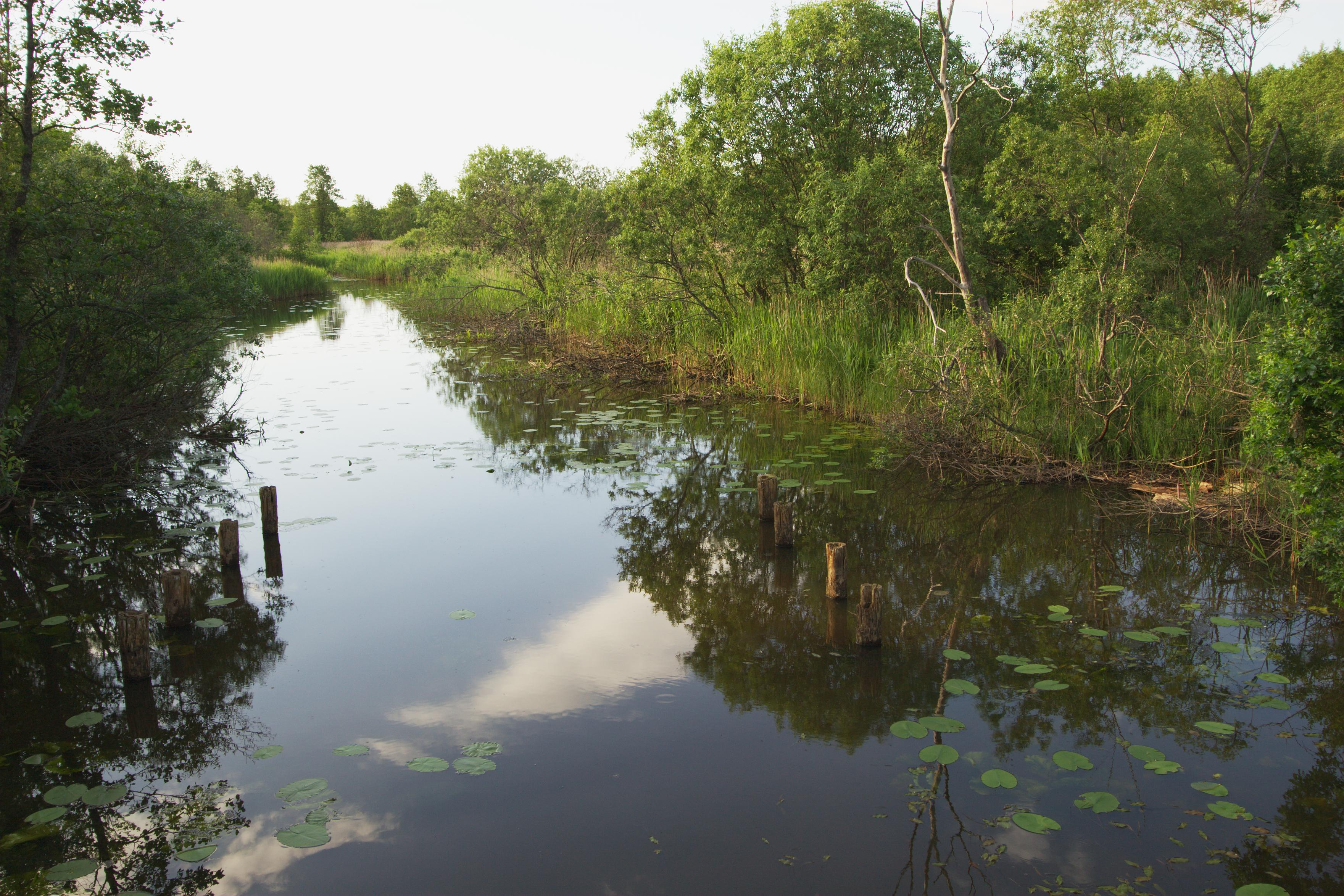

### Articles  connexes
- Liste des cours d'eau de l'Estonie